# SN 2005bu
SN 2005bu – supernowa typu Ia odkryta 21 kwietnia 2005 roku w galaktyce PGC0020840. W momencie odkrycia miała maksymalną jasność 17,40m.